# Leonard z Porto Maurizio
Św. Leonard z Porto Maurizio OFM, właściwie Paweł Hieronim Casanuova (ur. 20 grudnia 1676 w Porto Maurizio, obecnie Imperia, zm. 26 listopada 1751 w Rzymie) – włoski franciszkanin obediencji reformackiej, kaznodzieja, misjonarz ludowy, autor dzieł ascetycznych, święty Kościoła katolickiego.

## Życiorys

### Lata młodości
Leonard urodził się 20 grudnia 1676 w rodzinie Dominika Casanuova i Anny Benza. Na chrzcie św. otrzymał imiona Paweł Hieronim. Ojciec Leonarda był kapitanem statku. Rodzina mieszkała w miasteczku portowym Porto Maurizio nad Morzem Liguryjskim. Matka zmarła, gdy Leonard miał dwa lata. Wychowywała go macocha Maria Riolfo. Atmosfera domu była bardzo religijna. Poza Leonardem jeszcze dwóch braci wstąpiło do franciszkanów, siostra do klarysek w Sienie. Mając trzynaście lat, Leonard wyjechał do wuja do Rzymu, gdzie rozpoczął naukę w kolegium jezuickim. Ze względu na zdolności sugerowano, by Leonard rozpoczął studia medyczne. Jako młodzieniec uczęszczał również do oratorium filipinów. W 1697 Leonard wstąpił jednak do franciszkanów. Reakcją wuja było wydziedziczenie. Leonard przyjął habit św. Franciszka 2 października 1697. Wówczas przyjął też imię zakonne. Po odbyciu nowicjatu w Ponticelli w Górach Sabińskich Leonard przygotowywał się do przyjęcia święceń kapłańskich, uzupełniając studia w Klasztorze św. Bonawentury na Palatynie w Rzymie. Święcenia kapłańskie przyjął w 1702.
Jako młody kapłan był lektorem w Klasztorze św. Bonawentury. Miał w przyszłości udać się na misje do Chin. Ze względu na obawę przed występującymi u niego objawami gruźlicy został w 1704 wysłany do rodzinnego Porto Maurizio, gdzie znajdował się klasztor franciszkanów reformatów. Po czterech latach odzyskał zdrowie i rozpoczął pracę kaznodziejską w Porto Maurizio i okolicy.

### Działalność kaznodziejska
Gdy Kosma III Medyceusz oddał klasztor Monte alle Croci w San Miniato członkom reformy w łonie zakonu franciszkańskiego, Leonard został przeznaczony do tamtejszej wspólnoty i rozpoczął działalność kaznodziejską wśród Toskańczyków. W 1710 Leonard założył ustronny, położony w górach klasztor w Incontro, gdzie on sam i jego współpracownicy udawali się, by zregenerować siły po tygodniach pracy apostolskiej w parafiach toskańskich.
Alfons Liguori nazwał Leonarda z Porto Maurizio największym misjonarzem XVIII wieku. Kaznodzieja był zapraszany do wygłaszania nauk także poza Toskanią. Przez ponad czterdzieści lat głosił rekolekcje, kazania wielkopostne i misje parafialne na terenie Włoch. Prowadzone przez niego misje święte trwały od 15 do 18 dni. Leonard często przedłużał czas pobytu w jakimś miejscu o dodatkowy tydzień, by móc zaspokoić potrzeby wiernych dotyczące spowiedzi.
W 1720 Leonard prowadził misje ludowe poza Toskanią w środkowych i południowych Włoszech. Jego pracy towarzyszyły liczne nawrócenia. Zarówno na obszarach wiejskich, jak i w miastach musiał je przepowiadać w terenie otwartym, gdyż świątynie nie były w stanie pomieścić ogromnej liczby wiernych, którzy gromadzili się, by słuchać jego konferencji. Leonard był nieraz wzywany do Rzymu przez papieży Klemensa XII i Benedykta XIV, którzy darzyli go wielkim szacunkiem. Benedykt XIV powierzył mu szereg misji dyplomatycznych. Mieszkańcy Genui, Korsyki, Lukki i Spoleto, oczekujący na przybycie któregoś z kardynałów, zaskakiwani byli misją ubogo ubranego i bosego zakonnika, przekazującego papieskie przesłanie. Przez pewien czas Leonard był spowiednikiem Klementyny Sobieskiej, żony Jakuba Franciszka Stuarta.
Leonard zakładał pobożne stowarzyszenia i konfraternie. Propagował cześć do Najświętszego Serca Pana Jezusa oraz wieczystą adorację Najświętszego Sakramentu. Był jednym z pionierów ruchu, który doprowadził w XIX w. do ogłoszenia dogmatu o Niepokalanym Poczęciu NMP i apostołem nabożeństwa 3 Zdrowaś Maryjo o śmierć szczęśliwą. Propagował nabożeństwo do Imienia Jezus. Polecał wiernym wypisywanie tego imienia na drzwiach domów i mieszkań. Za zgodą papieża założył Drogę Krzyżową w rzymskim Koloseum, co uratowało ten zabytek od całkowitej rozbiórki, gdyż traktowano go do tej pory jak kamieniołom. Osobiście erygował 571 Dróg Krzyżowych w kościołach na terenie Italii.
Od maja do listopada 1744 Leonard głosił misje ludowe na Korsyce, która wówczas należała do Republiki Genui. Gdy w listopadzie 1751 apostołował w Bolonii, papież Benedykt XIV wezwał go do Rzymu. Misjonarz powrócił do klasztoru na Palatynie 26 listopada 1751 i tego samego dnia zmarł. Cela zakonnika została zamieniona w kaplicę. Relikwie znajdują się pod ołtarzem w kościele franciszkanów na Palatynie w Rzymie.

### Działalność pisarska
Bogata spuścizna pisarska św. Leonarda z Porto Maurizio obejmuje teksty homilii i kazań rekolekcyjnych, listy, dziełka ascetyczne dla wiernych i kaznodziejów, szczególnie misjonarzy ludowych. Zachował się Diariusz (wł. Diario) z pracy misyjnej świętego, napisany przez br. Diego z Florencji. Dzieła ascetyczne i homiletyczne tłumaczone były na różne języki europejskie. Prace te były wznawiane. Do najbardziej znanych należą:
- O spowiedzi generalnej
- Rekolekcje
- Kazania na Wielki Post
- Kazania o Najświętszym Sakramencie
- Zbiór pożytecznych myśli o śmierci
- O Mszy Świętej, jej ważności i skutkach – zbiór pism o Mszy Świętej według nauk św. Leonarda z Porto Maurizio. W Polsce książka po raz pierwszy ukazała się w 1878 r.(tłumaczenie wydania francuskiego, polski tytuł: Skarb Ukryty), kolejne wydanie przypada na rok 1903 (wyd. Drukarnia St. Niemiry Synów, Warszawa) i 2021 (Wydawnictwo 3Dom, Częstochowa i Wydawnictwo Antyk Marcin Dybowski, Komorów).

W Polsce popularna była Droga krzyżowa według św. Leonarda, wydawana w XIX i XX w., wielokrotnie wznawiana.
Kompletne wydanie dzieł św. Leonarda ukazało się w Rzymie w latach 1853-1884 (Collezione completa delle opere di B. Leonardo da Porto Maurizio). Kolejne wydanie w Wenecji w latach 1868-1869 (Opere complete di S. Leonardo di Porto Maurizio).

### Dzieła wznowione w XXI w.
W 2021 r. pisma św. Leonarda dotyczące Mszy Świętej zostały ponownie wydane przez Wydawnictwo 3dom z Częstochowy pod tytułem "Skarb ukryty" i  jako część książki „Najświętsza Ofiara. Nauka o Mszy Świętej wyjęta z pism wybitnych włoskich świętych” zostały wydane przez Wydawnictwo Antyk Marcin Dybowski.

## Kult

### Dzień obchodów
Wspomnienie liturgiczne w Kościele katolickim obchodzone jest w dniu wspomnienia śmierci świętego 26 listopada.

### Patronat
W 1923 św. Leonard został ogłoszony patronem misjonarzy ludowych przez Piusa XI.

### Ikonografia
W ikonografii atrybutem św. Leonarda jest chorągiew i księga.

### Beatyfikacja
Leonarda błogosławionym ogłosił papież Pius VI 19 czerwca 1796. Beatyfikacji dokonano w Rzymie.

### Kanonizacja
Kanonizował go papież Pius IX 29 czerwca 1867 w Rzymie.